# Scyliorhinus stellaris
O tubarão-gato-enfermeiro ou tubarão-cão-de-caça-enfermeiro (Nursehound) pertencente à família Scyliorhinidae, encontrado no nordeste do Oceano Atlântico. Geralmente é encontrado entre rochas ou algas a uma profundidade de 20 a 60 metros. Com até 1,6 metros de comprimento, o gato-enfermeiro possui um corpo robusto, com uma cabeça larga e arredondada e duas barbatanas dorsais colocadas para trás. Ele compartilha seu alcance com o pata-roxa (S. canicula), mais comum e intimamente relacionado, com o qual se assemelha à aparência, mas pode ser diferenciado por ter manchas maiores e retalhos de pele nasal que não se estendem à boca.
Os enfermeiros têm hábitos noturnos e geralmente se escondem dentro de pequenos buracos durante o dia, geralmente associados a outros membros de sua espécie. Um predador bentônico, alimenta-se de uma variedade de peixes ósseos, tubarões menores, crustáceos e cefalópodes. Como outros tubarões-gatos, o enfermeiro é ovíparo na reprodução. As fêmeas depositam grandes caixas de ovos com paredes grossas, duas de cada vez, de março a outubro, protegendo-as em cachos de algas marinhas. Os ovos levam de 7 a 12 meses para eclodir. Os enfermeiros são comercializados como alimento em vários países europeus sob vários nomes, incluindo "flocos", "bagres", "enguias" e "salmões". Também foi valorizado por sua pele áspera (chamada "pele de rubi"), que era usada como abrasivo. A União Internacional para Conservação da Natureza (IUCN) avaliou o enfermeiro como quase ameaçado, já que sua população no mar Mediterrâneo parece ter declinado substancialmente devido à sobrepesca.

## Taxonomia
A primeira descrição científica do tubarão-enfermeiro foi publicada por Carl Linnaeus, na décima edição de 1758 do Systema Naturae. Ele deu o nome de Squalus stellaris, sendo o epíteto específico stellaris o latim para "estrelado". Nenhum tipo de amostra foi designado. Em 1973, Stewart Springer mudou essa espécie para o gênero Scyliorhinus. O nome comum "nursehound" veio de uma antiga crença dos pescadores ingleses de que este tubarão atende a seus parentes menores, enquanto o nome "huss" pode ter vindo de uma distorção da palavra "nurse" ao longo do tempo.

## Distribuição e habitat
O tubarão-gato-enfermeiro é encontrado no nordeste do Atlântico, do sul da Noruega e da Suécia ao Senegal, incluindo as Ilhas Britânicas, em todo o Mar Mediterrâneo e nas Ilhas Canárias. Pode ocorrer no extremo sul da foz do rio Congo, embora esses registros da África Ocidental possam representar erros de identificação do S. cervigoni. Seu alcance parece ser bastante irregular, principalmente em torno de ilhas em alto mar, onde existem pequenas populações locais com troca limitada entre elas. O tubarão-gato-enfermeiro pode ser encontrado da zona entre-marés a uma profundidade de 400 metros, embora seja mais comum entre 20 metros e 60 a 125 metros. Esta espécie de fundo prefere água tranquila a terrenos acidentados ou rochosos, incluindo locais com cobertura de algas. No Mediterrâneo, favorece corais cobertos de algas.

## Descrição
O tubarão-gato-enfermeiro atinge um comprimento de 1,6 metros, embora a maioria mede menos de 1,3 metros. Este tubarão tem uma cabeça larga e arredondada e um corpo robusto que se afunila em direção à cauda. Os olhos são de forma oval, com uma dobra espessa de pele na borda inferior, mas sem membrana nictitante. Ao contrário do S. cervigoni, as grandes abas de pele ao lado das narinas não chegam à boca. Na mandíbula superior, existem de 22 a 27 fileiras de dentes em ambos os lados e de 0 a 2 dentes na sínfise (centro); na mandíbula inferior, há de 18 a 21 fileiras de dentes em ambos os lados e de 2 a 4 dentes na sínfise. Os dentes são em forma de Y e com bordas lisas; os dentes anteriores têm uma única cúspide central, enquanto os dentes posteriores têm um par adicional de cúspides laterais. Na parte traseira das mandíbulas, os dentes tornam-se progressivamente menores e mais angulados, com cúspides laterais proporcionalmente maiores. Os cinco pares de fendas branquiais são pequenos, com os dois últimos sobre as bases da barbatana peitoral.
As duas barbatanas dorsais são colocadas bem atrás no corpo; a primeiro é maior que a segundo e origina-se sobre as bases das barbatanas pélvicas. As barbatanas peitorais são grandes. Nos machos, as margens internas das barbatanas pélvicas são fundidas em um "avental" sobre os fechos. A barbatana caudal é larga e quase horizontal, com um lobo inferior indistinto. A pele é muito áspera, devido a uma cobertura de dentículos dérmicos grandes e verticais. O tubarão-gato-enfermeiro possui pequenos pontos pretos cobrindo as costas e os lados, intercalados com manchas marrons de formas variadas maiores que a pupila, sobre um fundo acinzentado ou acastanhado. O padrão é altamente variável entre indivíduos e idades; também pode haver manchas brancas, ou as manchas marrons podem ser expandidas para que quase todo o corpo fique escuro, ou uma série de "selas" fracas podem estar presentes. A parte inferior é branca e lisa.